# Thiamis
Thiamis (Θύαμις) nebo také Kalamas (Καλαμάς) je řeka v řeckém kraji Epirus. Je dlouhá 115 km a její povodí má rozlohu 1900 km². Pramení v pohoří Pindos nedaleko vesnice Kalpaki a tvoří hranici mezi historickými regiony Thesprótie a Kestrine. Největším přítokem je Tyria. 
Zpočátku je Thiamis prudce tekoucí horskou řekou s četnými peřejemi, přírodní zajímavostí je skalní oblouk Theogefiro. Dolní tok je klidný, s četnými meandry. Nedaleko Igumenice se řeka vlévá do Jónského moře rozsáhlou deltou, která je jako významná zastávka tažných ptáků součástí systému Natura 2000. Naproti ústí řeky leží ostrov Korfu. Oblast podél řeky je známá jako Čamerie a žije v ní početná albánská menšina.
V období renesance se podobné názvy řek Thiamis a Temže (Thames) považovaly za důkaz toho, že Keltové přišli do Anglie z Řecka. 
V listopadu 1940 zde proběhla bitva u Elaia–Kalamas, v níž Řekové odrazili italský pokus o invazi.